# Ortopedska klinika Ljubljana
Ortopedska klinika Ljubljana je javna zdravstvena ustanova v Republiki Sloveniji, ki organizacijsko sodi pod okrilje Univerzitetnega kliničnega centra Ljubljana (UKC Ljubljana). Izvajajo ortopedske kirurške in konservativne oblike zdravljenja vseh oblik obolenj gibalnega sistema na sekundarni in terciarni ravni v skladu s standardi zdravstvene obravnave Zavoda za zdravstveno zavarovanje Slovenije. Poleg standardnih zdravstvenih storitev pa izvajajo tudi samoplačniške in nadstandardne oblike zdravljenja in namestitve.
Nahaja se v Šlajmerjevem domu ob glavni stavbi UKC Ljubljana, s katero je funkcionalno povezan s podzemnim hodnikom in predavalnico, ki je bila zgrajena med obema stavbama.
V stavbi Ortopedske klinike ima svoj sedež tudi Katedra za ortopedijo Medicinske fakultete Univerze v Ljubljani.

## Bolniški oddelki in organizacijske enote
- oddelek A: zdravljenje degenerativnih sprememb velikih sklepov in endoprotetiko
- oddelek B: zdravljenje tumorjev gibalnega sistema in endoprotetika
- oddelek C: zdravljenje športnih poškodb in artroskopija
- oddelek OKH: Oddelek za kirurgijo hrbtenice
- oddelek O: Otroški oddelek, zdravljenje obolenj, deformacij in poškodb gibalnega sistema pri otrocih
- Operacijski blok: izvajanje operacijskih posegov
- Oddelek za rehabilitacijo: izvajanje primarne hospitalne in ambulantne rehabilitacije po ortopedskih operacijah
- Oddelek za raziskave in razvoj
- Ortopedska ambulanta

## Zgodovina
Ortopedska klinika Ljubljana se nahaja v stavbi Šlajmerjev dom, kjer je med leti 1940 in 1947 deloval Sanatorij Šlajmerjev dom, ki se je imenoval po pionirju moderne kirurgije na Slovenskem, prof. dr. Ediju Šlajmerju.
Leta 1947 pa je stavba prešla v uporabo Ortopedski kliniki. Ustanovil jo je prof. dr. Bogdan Brecelj, utemeljitelj moderne ortopedske kirurgije na slovenskem.